# フラワー装飾技能士
フラワー装飾技能士（フラワーそうしょくぎのうし）とは、国家資格である技能検定制度の一種で、都道府県職業能力開発協会が実施する、フラワー装飾に関する学科および実技試験に合格した者をいう。なお、試験問題作成は中央職業能力開発協会が行う。
生花をメインに、ブライダルブーケの製作、パーティーや葬儀場などの飾り、フラワーアレンジメントパーティ会場の飾りつけなどフラワー装飾技能を証明する資格で、名称独占資格である。
等級には、1級から3級まであり、それぞれ上級技能者、中級技能者、初級技能者が通常有すべき技能の程度と位置づけられている。

## 実技作業試験内容（フラワー装飾作業）

### 1級
- 課題1：立食用卓上装飾花の製作作業を行う。試験時間=40分
- 課題2：卓上装飾花の製作作業を行う。試験時間=35分
- 課題3：ブーケの製作作業を行う。試験時間=60分

### 2級
- Aコース
  - 課題1：花束の制作作業を行う。試験時間=45分
  - 課題2：アレンジメントの製作作業を行う。試験時間=30分
  - 課題3：ブーケの製作作業を行う。試験時間=45分
- Bコース
  - 課題1：籠花(スタンド花)の製作作業を行う。試験時間=30分
  - 課題2：贈呈用花束の製作作業を行う。試験時間=30分
  - 課題3：花器付盛花の製作作業を行う。試験時間=30分

### 3級
- 課題1：花束及びリボンの製作作業を行う。試験時間=35分
- 課題2：バスケットアレンジメントの製作作業を行う。試験時間=30分
- 課題3：ブートニアの製作作業を行う。試験時間=20分

## 受検資格
受検資格を得るために必要な実務経験期間は以下の通りである。
- 3級 - 制限なし（実務経験があればよい）
- 2級 - 2年以上（直接受検する場合）あるいは制限なし（3級合格後）
- 1級 - 7年以上（直接受検する場合）あるいは4年以上（3級合格後）あるいは2年以上（2級合格後）

専門学校、短期大学、高等専門学校、高等学校専攻科、大学、専修学校、各種学校、職業能力開発校等の卒業者、修了者に関しては、必要とされる実務経験期間が緩和される。ただし、専修学校においては、大学院入学資格付与課程、大学編入学資格付与課程、大学入学資格付与課程、あるいは厚生労働大臣が指定するものに限る。各種学校においては、厚生労働大臣が指定するものに限る。

## 取得後の称号
技能検定に合格すると1級は厚生労働大臣名の、2級及び3級は各都道府県知事名の合格証書が交付され、フラワー装飾技能士を称することができる。資格を表記する際には「1級フラワー装飾技能士」、「2級フラワー装飾技能士」、「3級フラワー装飾技能士」のように等級を明示する必要がある。等級の非表示、等級表示位置の誤り、職種名の省略表示などは不可である。なお、職業能力開発促進法により、フラワー装飾技能士資格を持っていないものがフラワー装飾技能士と称することは禁じられている。